# Madrid de los yeyé

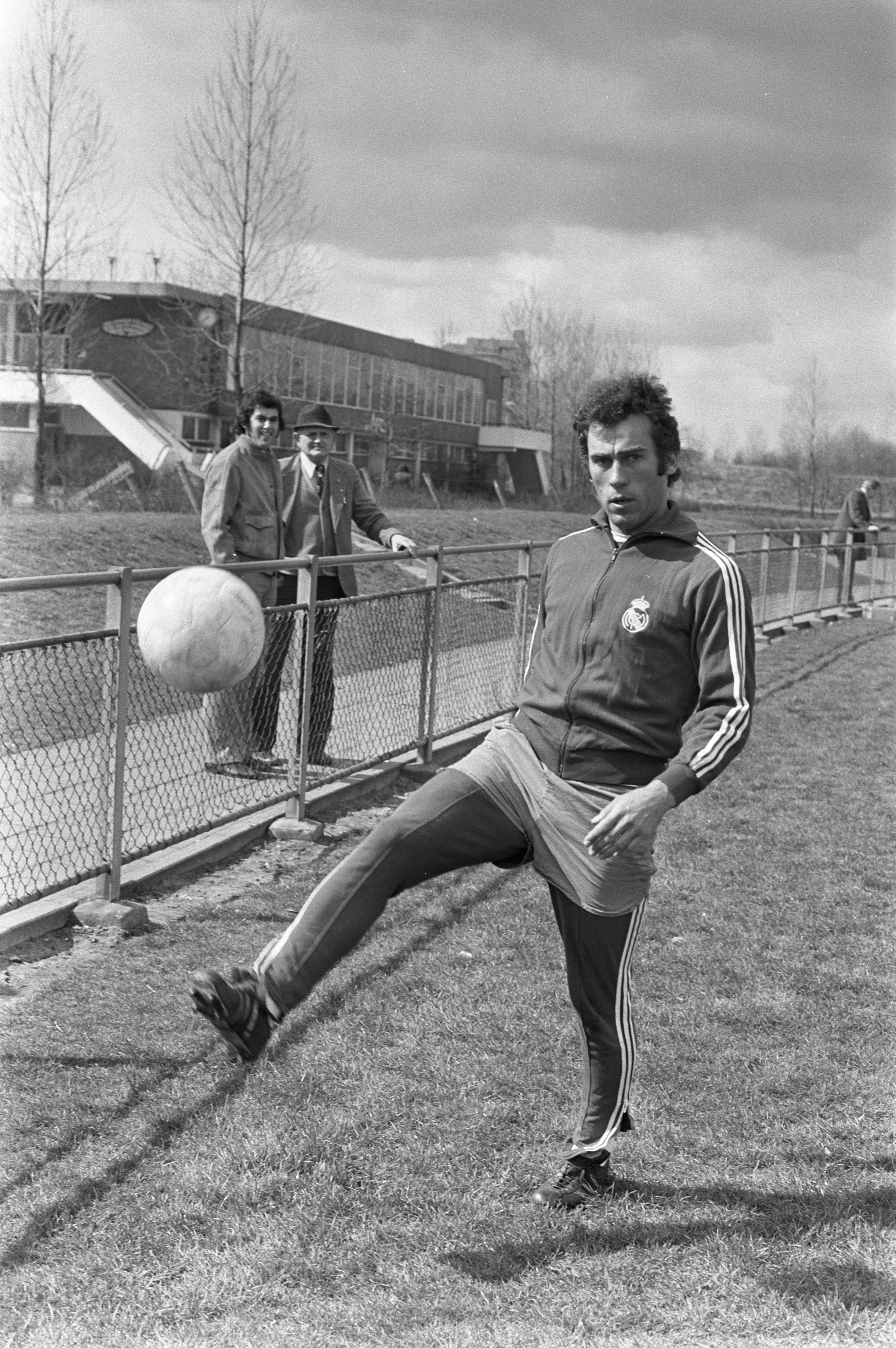
Amancio Amaro, capitán del Madrid de los yeyé.

El Madrid de los yeyé o Madrid yeyé fue el nombre dado a la generación de futbolistas del Real Madrid C. F. que dominó el fútbol español en la década de 1960 y obtuvo la Copa de Europa en 1966. Estaba formada por un grupo de jóvenes jugadores españoles como José Araquistáin, Enrique Pérez «Pachín», Pedro de Felipe, Rafael Batista Hernández «Felo», Manuel Sanchis Martínez, José Martínez «Pirri», Ignacio Zoco, Fernando Serena, Amancio Amaro, Ramón Grosso o Manuel Velázquez entre otros. El equipo estaba capitaneado por el veterano jugador Francisco Gento, quien ganó la Copa de Europa cinco veces junto con el argentino Alfredo Di Stéfano (luego conquistó una sexta junto con la generación yeyé), en la década de 1950 en el equipo conocido como el Madrid de Di Stéfano.

## Yeyé
El nombre de «yeyé» proviene del coro de la canción «She Loves You» de The Beatles, después de que cuatro miembros del equipo posaron para Diario Marca con pelucas emulando a la banda británica. «Yeyé» fue también cómo los jóvenes fueron llamados en España en los años sesenta cuando la Beatlemanía se extendía en todo el mundo y nacía una corriente cultural a raíz de este tipo de música denominado yeyé.

## El equipo

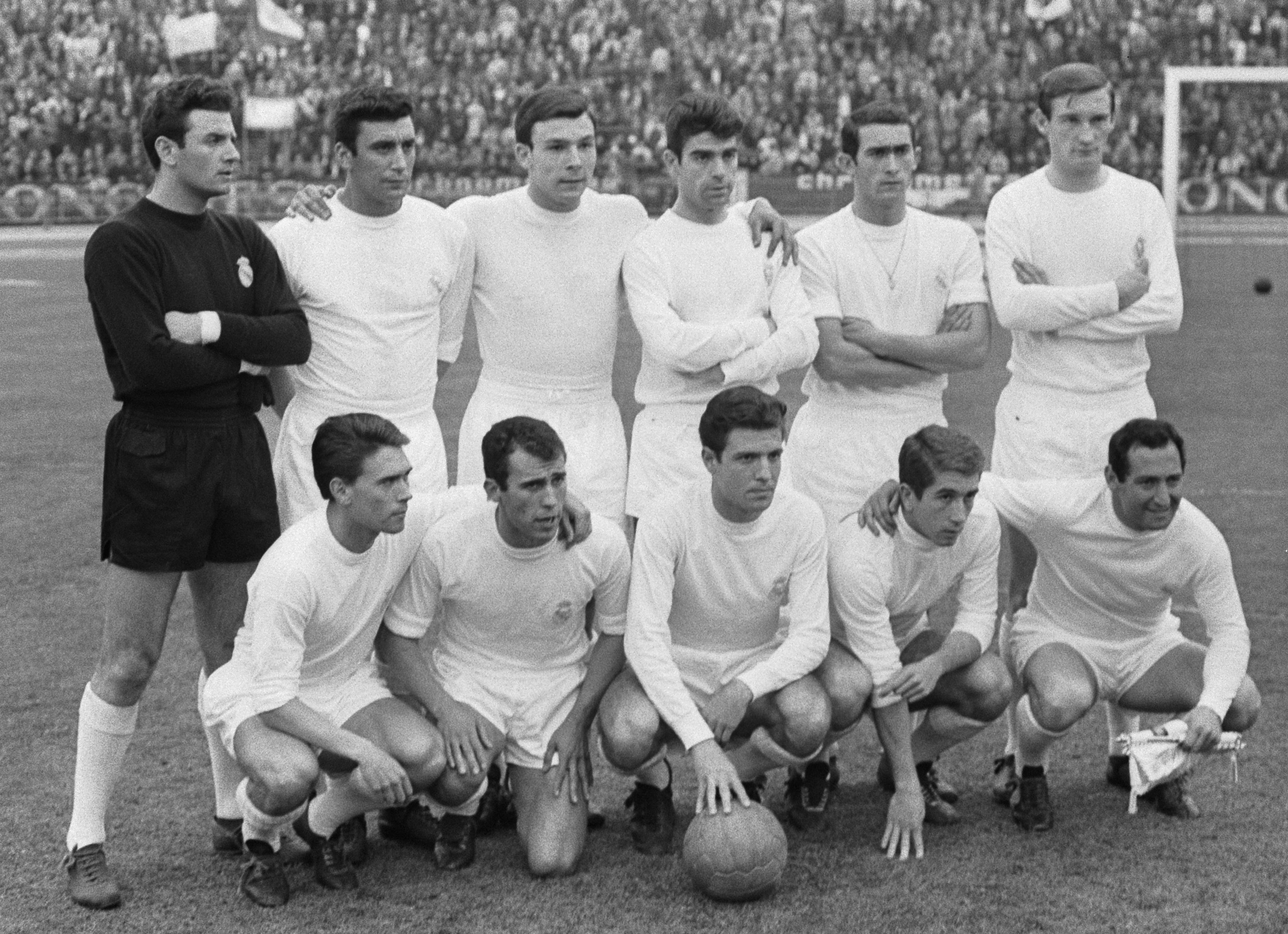
Alineación del «Madrid de los yeyé» en la final de la Copa de Europa 1965-66 frente al F. K. Partizan (2-1).

La transformación del equipo comenzó en 1959 cuando Miguel Muñoz, tras finalizar su carrera como futbolista, se convirtió en el entrenador del equipo. Como jugador, fue capitán del equipo blanco, con el que ganó la Copa de Europa en la temporada 1955-56 y 1956-57. El equipo que construyó el entrenador del Real Madrid C. F., que afrontaba una renovación generacional en la plantilla tras la llegada de los últimos años futbolísticos de grandes jugadores extranjeros del club como Alfredo Di Stéfano, Ferenc Puskás o José Santamaría (todos ellos nacionalizados). Durante esa época, dominaron la Liga ganándola en nueve ocasiones, incluyendo cinco títulos de manera consecutiva. Sin duda el mayor logro del equipo fue volver a ganar la Copa de Europa en la temporada 1965-66 en el Estadio de Heysel de Bruselas al vencer por 2-1 al F. K. Partizan con el equipo enteramente formado por jugadores españoles.
El equipo de aquella ocasión, recordado como el Madrid de los yeyé fue el siguiente:
Alineación: 3-2-5
- Entrenador: Miguel Muñoz
- Portero: José Araquistáin
- Defensas: Enrique Pérez «Pachín», Pedro de Felipe, Manuel Sanchís
- Centrocampistas: José Martínez «Pirri», Ignacio Zoco
- Delanteros: Fernando Serena, Amancio Amaro, Ramón Grosso, Manuel Velázquez, «Paco» Gento

## Campeones de Europa

### Copa de Europa 1965-66
Tras haber ganado cinco Copas de Europa consecutivas, récord aún vigente, el club perdió las siguientes dos finales que disputó de la máxima competición europea de clubes. Pese a presentarse con esas últimas dos derrotas, el club llegaba a una nueva final como máximo favorito y claro dominador de Europa, donde tan solo el S. L. Benfica o el F. C. Internazionale Milano se le acercaban mínimamente. En once años de competición, el Real Madrid C. F. llegaba a su octava final.
Tras la salida de Alfredo Di Stéfano del club y los últimos coletazos de Ferenc Puskás, el entrenador Miguel Muñoz apostó por una alineación formada exclusivamente por jugadores españoles. El equipo estaba liderado por el capitán «Paco» Gento y Amancio Amaro, al que apodaban «El Brujo» por su facilidad para realizar regates inverosímiles.
El equipo madridista vio nuevamente como se adelantaba el equipo rival tras lo acontecido en la última final europea disputada dos años antes. Sin embargo en esta ocasión consiguió darle la vuelta al marcador merced a dos tantos conseguidos por Amancio y Serena en apenas seis minutos. Con el resultado final de 2-1 el club conquistó su sexta Copa de Europa para volver a lo más alto del fútbol europeo. Sin embargo, nada hacía presagiar que el club tardaría quince años en volver a disputar una final de la Copa de Europa, y treinta y dos años en ganar nuevamente la máxima competición.

#### Resumen
| 1     | POR   | José Araquistáin     |  |
| 2     | DEF   | Enrique Pérez Pachín |  |
| 5     | DEF   | Pedro de Felipe      |  |
| 4     | DEF   | Ignacio Zoco         |  |
| 3     | DEF   | Manuel Sanchís       |  |
| 6     | MED   | José Martínez Pirri  |  |
| 10    | MED   | Manuel Velázquez     |  |
| 7     | DEL   | Fernando Serena      |  |
| 8     | DEL   | Amancio Amaro        |  |
| 9     | DEL   | Ramón Grosso         |  |
| 11    | DEL   | Paco Gento           |  |
| D. T. | D. T. | Miguel Muñoz         |  |

| 1     | POR   | Milutin Šoškić      |  |
| 2     | DEF   | Fahrudin Jusufi     |  |
| 3     | DEF   | Velibor Vasović     |  |
| 4     | DEF   | Branko Rašović      |  |
| 5     | DEF   | Ljubomir Mihajlović |  |
| 6     | MED   | Vladica Kovačević   |  |
| 7     | MED   | Radoslav Bečejac    |  |
| 8     | DEL   | Mane Bajić          |  |
| 9     | DEL   | Mustafa Hasanagić   |  |
| 10    | DEL   | Milan Galić         |  |
| 11    | DEL   | Josip Pirmajer      |  |
| D. T. | D. T. | Abdulah Gegić       |  |

| 70' · 76' | Amancio Serena | 1 - 1 2 - 1 |

| 55' | Vasović | 0 - 1 |

| 90' · 90' · 90' | Serena Pachín Grosso |

| Principal | Rudolf Kreitlein |

| 1     | POR   | José Araquistáin     |  |
| 2     | DEF   | Enrique Pérez Pachín |  |
| 5     | DEF   | Pedro de Felipe      |  |
| 4     | DEF   | Ignacio Zoco         |  |
| 3     | DEF   | Manuel Sanchís       |  |
| 6     | MED   | José Martínez Pirri  |  |
| 10    | MED   | Manuel Velázquez     |  |
| 7     | DEL   | Fernando Serena      |  |
| 8     | DEL   | Amancio Amaro        |  |
| 9     | DEL   | Ramón Grosso         |  |
| 11    | DEL   | Paco Gento           |  |
| D. T. | D. T. | Miguel Muñoz         |  |

| 1     | POR   | Milutin Šoškić      |  |
| 2     | DEF   | Fahrudin Jusufi     |  |
| 3     | DEF   | Velibor Vasović     |  |
| 4     | DEF   | Branko Rašović      |  |
| 5     | DEF   | Ljubomir Mihajlović |  |
| 6     | MED   | Vladica Kovačević   |  |
| 7     | MED   | Radoslav Bečejac    |  |
| 8     | DEL   | Mane Bajić          |  |
| 9     | DEL   | Mustafa Hasanagić   |  |
| 10    | DEL   | Milan Galić         |  |
| 11    | DEL   | Josip Pirmajer      |  |
| D. T. | D. T. | Abdulah Gegić       |  |

| 70' · 76' | Amancio Serena | 1 - 1 2 - 1 |

| 55' | Vasović | 0 - 1 |

| 90' · 90' · 90' | Serena Pachín Grosso |

| Principal | Rudolf Kreitlein |

| 1     | POR   | José Araquistáin     |  |
| 2     | DEF   | Enrique Pérez Pachín |  |
| 5     | DEF   | Pedro de Felipe      |  |
| 4     | DEF   | Ignacio Zoco         |  |
| 3     | DEF   | Manuel Sanchís       |  |
| 6     | MED   | José Martínez Pirri  |  |
| 10    | MED   | Manuel Velázquez     |  |
| 7     | DEL   | Fernando Serena      |  |
| 8     | DEL   | Amancio Amaro        |  |
| 9     | DEL   | Ramón Grosso         |  |
| 11    | DEL   | Paco Gento           |  |
| D. T. | D. T. | Miguel Muñoz         |  |

| 1     | POR   | Milutin Šoškić      |  |
| 2     | DEF   | Fahrudin Jusufi     |  |
| 3     | DEF   | Velibor Vasović     |  |
| 4     | DEF   | Branko Rašović      |  |
| 5     | DEF   | Ljubomir Mihajlović |  |
| 6     | MED   | Vladica Kovačević   |  |
| 7     | MED   | Radoslav Bečejac    |  |
| 8     | DEL   | Mane Bajić          |  |
| 9     | DEL   | Mustafa Hasanagić   |  |
| 10    | DEL   | Milan Galić         |  |
| 11    | DEL   | Josip Pirmajer      |  |
| D. T. | D. T. | Abdulah Gegić       |  |

| 70' · 76' | Amancio Serena | 1 - 1 2 - 1 |

| 55' | Vasović | 0 - 1 |

| 90' · 90' · 90' | Serena Pachín Grosso |

| Principal | Rudolf Kreitlein |

| 1     | POR   | José Araquistáin     |  |
| 2     | DEF   | Enrique Pérez Pachín |  |
| 5     | DEF   | Pedro de Felipe      |  |
| 4     | DEF   | Ignacio Zoco         |  |
| 3     | DEF   | Manuel Sanchís       |  |
| 6     | MED   | José Martínez Pirri  |  |
| 10    | MED   | Manuel Velázquez     |  |
| 7     | DEL   | Fernando Serena      |  |
| 8     | DEL   | Amancio Amaro        |  |
| 9     | DEL   | Ramón Grosso         |  |
| 11    | DEL   | Paco Gento           |  |
| D. T. | D. T. | Miguel Muñoz         |  |

| 1     | POR   | Milutin Šoškić      |  |
| 2     | DEF   | Fahrudin Jusufi     |  |
| 3     | DEF   | Velibor Vasović     |  |
| 4     | DEF   | Branko Rašović      |  |
| 5     | DEF   | Ljubomir Mihajlović |  |
| 6     | MED   | Vladica Kovačević   |  |
| 7     | MED   | Radoslav Bečejac    |  |
| 8     | DEL   | Mane Bajić          |  |
| 9     | DEL   | Mustafa Hasanagić   |  |
| 10    | DEL   | Milan Galić         |  |
| 11    | DEL   | Josip Pirmajer      |  |
| D. T. | D. T. | Abdulah Gegić       |  |

| 70' · 76' | Amancio Serena | 1 - 1 2 - 1 |

| 55' | Vasović | 0 - 1 |

| 90' · 90' · 90' | Serena Pachín Grosso |

| Principal | Rudolf Kreitlein |